# レマコ
レマコ (Lemaco) は、スイスの真鍮製鉄道模型のインポーター (輸入業者) である。

## 概要
1985年、スイスにおいてUrs Egger (ウルス・エガー) によってLEMACO SA (レマコ社) が創業された。後にLEMACO PRESTIGE MODELS SA (レマコ高級模型社) と社名が変更された。ウルス・エガーは創業前は同業であるフルグレックスに在籍していた。社名の由来はレマン湖の略称である「レマ」と日本語の「湖」をあわせた「レマ湖」からきている。レマコ製品は当初は主に日本で製造されていたものの、円高の影響で2010年現在は主に韓国で製造されている。2006年にLEMATECH SA (レマテック社) に売却された。

## 製品
スイス、フランス、イタリア、ドイツなど主にヨーロッパの鉄道車両をNゲージ、HOゲージ、Oゲージ、1番ゲージ、2番ゲージなどで製品化している。製造は主に韓国で行われている。
ファウルハーベル製の5/7極直流モーターを使用している。